# 연의
연의(演義)는 주로 명나라, 청나라 시대에 중국에서 발전한 백화문 소설의 일종이다.
"연의"라는 말의 사전적 의미는 "사물을 조리있게 알기 쉽게 설명한다"는 뜻이다. 늦어도 서진 시대 무렵 이전에는 사용된 말로서, 반악의 「정서적」(征西賦)에 용례가 있다.
송나라, 원나라 시대 이후에 도시 번화가에서 설화가 유행했는데, 그 한 장르로서 역사 이야기인 강사(講史)가 있었다. 그런 강사를 기반으로 한 백화문소설이 성립하면서 역사를 테마로 한 "연의"라는 제목이 붙게 되었다. 이 때 연의란 역사를 윤색하여 알기 쉽게 만들었다는 뜻이다. 이런 연의들은 소설적 재미를 위해 역사적 사실과는 다른 창작 요소가 더해지곤 한다. 기본적으로 장회소설로, 제n회(第～回) 식으로 회수가 매겨지고, 각 회에 제목과 정명(正名)이 붙여져 있다.

## 목록
- 봉신연의: 은주역성에 신선들의 싸움을 가미한 연의. 황당한 묘사가 많아서 역사소설이 아니라 신괴소설로 취급되는 경우가 많다.
- 삼국지연의: 후한말 및 삼국시대를 소재로 한 연의.
- 수당연의: 수나라 건국에서 당 현종 때까지를 그린다.
- 양가장연의: 북송을 무대로 5대에 걸쳐 외적과 싸우는 양씨 가문의 무장들을 묘사한다.
- 개벽연의: 천지개벽에서 은주역성까지를 다룬다.
- 동주열국지: 서주의 쇠퇴에서 진 시황제의 전국통일까지 춘추전국시대를 다룬다.
- 전후칠국지: 전국시대를 다룬다.
- 양한연의: 전한과 후한 시대를 다룬다.
- 후삼국석주연의: 영가의 난에 의한 서진의 멸망의 다룬다.
- 동서진연의: 서진 무제의 즉위에서 동진 공제의 선양까지를 다룬다.
- 북사연의와 남사연의: 남북조시대를 다룬다.
- 설당연의: 수나라 건국에서 당 현종 때까지를 다룬다.
- 잔당오대사연의: 황소의 난에서 오대십국시대를 다룬다.
- 만화루연의: 북송을 무대로 외적과 싸우는 적청의 활약을 다룬다.
- 정충연의설본악왕전전: 남송을 무대로 악비의 활약을 다룬다.
- 청사연의: 몽골족의 기원에서 원나라의 멸망까지를 다룬다.
- 삼보태감서양기통속연의: 정화의 원정을 다룬다.
- 오삼계연의: 오삼계가 삼번의 난에 패해 죽을 때까지를 다룬다.
- 홍수전연의: 태평천국의 난을 다룬다.
- 양석원연의: 아편전쟁을 다룬다.
- 중동대전연의: 청일전쟁을 다룬다.
- 서태후연의: 광서 연간 서태후의 통치기를 다룬다.
- 민국연의: 신해혁명에서 장학량의 동북역치까지를 다룬다.
- 중화인민공화국연의: 중국공산당의 창당에서 계획경제를 포기한 1978년까지를 다룬다.